# Slape
Slape este o localitate din comuna Majšperk, Slovenia, cu o populație de 144 de locuitori.